# Phillipsburg (Kansas)
Phillipsburg es una ciudad ubicada en el condado de Phillips, en el estado de Kansas (Estados Unidos).

## Geografía
Phillipsburg se encuentra ubicada en las coordenadas 39°45′7″N 99°19′16″O / 39.75194, -99.32111. Según la Oficina del Censo de los Estados Unidos, en 2010 tenía una superficie total de 4,33 km², toda ella correspondiente a tierra firme.

## Demografía
Según el censo de 2010, Phillipsburg tenía una población de 2581 habitantes y una densidad poblacional de 596,64 personas por kilómetro cuadrado. Por otro lado, según el censo de 2000, los ingresos medios por hogar en la localidad eran de $36 356 y los ingresos medios por familia eran de $43 816. Los hombres tenían unos ingresos medios de $30 898 frente a los $16 379 de las mujeres. La renta per cápita de la localidad era de $17 902. Alrededor del 10,3 % de la población estaba por debajo del umbral de pobreza.